# Madlyn Rhue
Madlyn Rhue, pseudonimo di Madeline Roche (Washington, 3 ottobre 1935 – Woodland Hills, 16 dicembre 2003), è stata un'attrice statunitense.

## Biografia
Diplomatasi alla Los Angeles High School, Madlyn Rhue studiò recitazione al Los Angeles City College e debuttò nel mondo dello spettacolo all'età di 17 anni come ballerina al Copacabana di New York. Dal 1959 recitò in una ventina di film, tra cui la commedia Operazione sottoveste (1959) di Blake Edwards, in cui interpretò il ruolo del tenente Reid, una delle cinque ausiliarie ospiti a bordo del sommergibile Sea Tiger, accanto a Cary Grant e Tony Curtis. Tra le altre pellicole in cui apparve, da ricordare L'idolo delle donne (1961), diretto e interpretato da Jerry Lewis, e l'avventuroso Fuga da Zahrain (1962). 
Madlyn Rhue è nota in particolare per le sue numerose apparizioni televisive, tra le quali è da ricordare quella nel ruolo del tenente Marla McGivers, oggetto dell'interesse amoroso di Khan Noonien Singh (Ricardo Montalbán) nell'episodio Spazio profondo (1967) della serie classica di Star Trek. L'attrice aveva già lavorato con Montalban in una precedente occasione, in un episodio della serie western Bonanza, girato nel 1960. 
Per oltre due decenni l'attrice fu una presenza costante sul piccolo schermo, recitando in celebri serie come Perry Mason, nell'episodio Il caso della moglie ribelle (1960), L'ora di Hitchcock (1963), Organizzazione U.N.C.L.E. (1964-1967), Starsky & Hutch (1975), Charlie's Angels (1979), e molte altre. Ebbe inoltre dei ruoli ricorrenti nelle serie Bracken's World (1969-1970), Executive Suite (1976-1977), e Saranno famosi (1982-1985).
Nel 1962 sposò l'attore Tony Young, con il quale recitò nel film western Il ballo delle pistole (1964), e da cui divorziò nel 1970.
Nel 1977 le fu diagnosticata la sclerosi multipla. L'attrice continuò a recitare in televisione, interpretando ruoli compatibili con le sue condizioni di salute, ma dal 1985 fu costretta su una sedia a rotelle. Tuttavia riuscì a ottenere ancora alcuni ruoli che non le richiedevano di camminare o di stare in piedi, come nella serie La signora in giallo, di cui interpretò 5 episodi tra il 1989 e il 1996, e Houston Knights - Due duri da brivido (1987-1988). La malattia le impedì di riprendere lo storico ruolo del tenente Marla McGivers nel film Star Trek II - L'ira di Khan (1982), ruolo che fu poi eliminato dalla sceneggiatura.
Ritiratasi dalle scene alla fine degli anni novanta a causa della completa inabilità dovuta alla sclerosi multipla, l'attrice morì nel 2003, all'età di 68 anni, per una polmonite.

## Filmografia parziale

### Cinema
- Vento di tempesta (The Miracle), regia di Irving Rapper (1959)
- Operazione sottoveste (Operation Petticoat), regia di Blake Edwards (1959)
- L'idolo delle donne (The Ladies Man), regia di Jerry Lewis (1961)
- Il molto onorevole ministro (A Majority of One), regia di Mervyn LeRoy (1961)
- Fuga da Zahrain (Escape from Zahrain), regia di Ronald Neame (1962)
- Questo pazzo, pazzo, pazzo, pazzo mondo (It's a Mad, Mad, Mad, Mad World), regia di Stanley Kramer (1963)
- Il ballo delle pistole (He Rides Tall), regia di R.G. Springsteen (1964)

### Televisione
- Avventure in elicottero (Whirlybirds) – serie TV, episodio 2x10 (1958)
- The Court of Last Resort – serie TV, episodio 1x22 (1958)
- Have Gun - Will Travel – serie TV, 2 episodi (1958-1959)
- Gunsmoke – serie TV, episodio 5x15 (1959)
- Cheyenne – serie TV, 1 episodio (1959)
- Laramie – serie TV, 1 episodio (1959)
- Tightrope – serie TV, episodio 1x10 (1959)
- Avventure lungo il fiume (Riverboat) – serie TV, episodio 1x03 (1959)
- Bourbon Street Beat – serie TV, episodi 1x13-1x30 (1959-1960)
- Pony Express – serie TV, episodio 1x03 (1960)
- The Alaskans – serie TV, episodio 1x24 (1960)
- Perry Mason – serie TV, 1 episodio (1960)
- Bonanza – serie TV, episodio 2x07 (1960)
- Gli intoccabili (The Untouchables) – serie TV, 2 episodi (1960)
- Scacco matto (Checkmate) – serie TV, episodio 1x07 (1960)
- General Electric Theater – serie TV, episodio 9x14 (1960)
- Hong Kong – serie TV, episodio 1x05 (1960)
- Outlaws – serie TV, episodio 1x02 (1960)
- Sugarfoot – serie TV, episodio 4x02 (1960)
- Carovana (Stagecoach West) – serie TV, episodio 1x26 (1961)
- Bus Stop – serie TV, episodio 1x14 (1961)
- Avventure in paradiso (Adventures in Paradise) – serie TV, episodio 3x08 (1961)
- Indirizzo permanente (77 Sunset Strip) – serie TV, episodio 5x25 (1963)
- L'ora di Hitchcock (The Alfred Hitchcock Hour) – serie TV, 1 episodio (1963)
- Gli uomini della prateria (Rawhide) – serie TV, episodio 5x28 (1963)
- Sotto accusa (Arrest and Trial) – serie TV, episodio 1x03 (1963)
- The Nurses – serie TV, episodio 1x24 (1963)
- The Lieutenant – serie TV, episodio 1x14 (1963)
- Il virginiano (The Virginian) – serie TV, 2 episodi (1963-1971)
- Missione segreta (Espionage) – serie TV, episodio 1x16 (1964)
- La parola alla difesa (The Defenders) – serie TV, 1 episodio (1965)
- La legge di Burke (Burke's Law) – serie TV, episodio 3x03 (1965)
- Le spie (I Spy) – serie TV, episodio 1x08 (1965)
- A Man Called Shenandoah – serie TV, episodio 1x12 (1965)
- Iron Horse – serie TV, episodio 1x10 (1966)
- Star Trek – serie TV, episodio 1x22 (1967)
- Organizzazione U.N.C.L.E. (The Man from U.N.C.L.E.) – serie TV, 2 episodi (1964-1967)
- Selvaggio west (The Wild Wild West) – serie TV, episodio 3x01 (1967)
- Capitan Nice (Captain Nice) – serie TV, episodio 1x10 (1967)
- Bracken's World – serie TV, 27 episodi (1969-1970)
- Barnaby Jones – serie TV, 1 episodio (1973)
- Ironside – serie TV, 4 episodi (1967-1974)
- Mannix – serie TV, 3 episodi (1969-1975)
- Starsky & Hutch (Starsky and Hutch) - serie TV, episodio 1x16 (1976)
- Cannon – serie TV, 2 episodi (1974-1976)
- Le strade di San Francisco (The Streets of San Francisco) – serie TV, episodio 4x20 (1976)
- Executive Suite – serie TV, 18 episodi (1976-1977)
- Charlie's Angels – serie TV, episodio 4x08 (1979)
- Cuore e batticuore (Hart to Hart) – serie TV, 1 episodio (1979)
- Quincy (Quincy M.E.) – serie TV, 1 episodio (1980)
- Dynasty – serie TV, 1 episodio (1981)
- Il mio amico Arnold (Diff'rent Strokes) – serie TV, 1 episodio (1981)
- Saranno famosi (Fame) – serie TV, 8 episodi (1982-1985)
- Houston Knights - Due duri da brivido (Houston Knights) – serie TV, 2 episodi (1987-1988)
- La signora in giallo (Murder, She Wrote) – serie TV, 5 episodi (1989-1996)

## Doppiatrici italiane
Nelle versioni in italiano delle opere in cui ha recitato, Madlyn Rhue è stata doppiata da:
- Maria Pia Di Meo in Fuga da Zahrain
- Anna Rita Pasanisi in Starsky & Hutch
- Miranda Bonansea in Charlie's Angels
- Franca Lumachi ne La signora in giallo (ep. 10x03)
- Rosalinda Galli ne La signora in giallo (ep. 10x21, 12x05)
- Mirella Pace ne La signora in giallo (ep. 12x14)